# Pakistan op de Olympische Zomerspelen 1960
Pakistan nam deel aan de Olympische Zomerspelen 1960 in Rome, Italië. De eerste Pakistaanse gouden medaille ooit werd gewonnen door het hockeyteam. Dit team schreef historie door in de finale India met 1-0 te verslaan. India had tot dan toe drie keer op rij het hockeytoernooi gewonnen.

## Medailleoverzicht
| Sport     | Olympiër | Discipline            | Medaille |
| --------- | --- | --------------------- | -------- |
| Hockey    | Noor Alam Ahmed Naseer Bunda Abdul Hamid (I) Manzoor Hussain Atif Anwar Ahmed Khan Habib Ali Kiddie Motiullah Ghulam Rasul Bashir Ahmed Mushtaq Ahmad Khurshid Aslam Lala Abdul Rashid Abdul Waheed Khan | mannen                | Goud     |
| Worstelen | Bashir Muhammad | -73kg vrije stijl (m) | Brons    |

## Deelnemers en resultaten

### Atletiek
| Olympiër                                         | Discipline               | Resultaat | Prestatie                                                                      |
| ------------------------------------------------ | ------------------------ | --------- | ------------------------------------------------------------------------------ |
| Abdul Khaliq                                     | 100m (m)                 | 48e       | serie 2: 7de in 11,2                                                           |
| Iftikhar Shah                                    | 100m (m)                 | DNF       | serie 7: niet gefinisht                                                        |
| Abdul Khaliq                                     | 200m (m)                 | 57e       | serie 4: 6de in 23,1                                                           |
| Iftikhar Shah                                    | 200m (m)                 | DNF       | serie 1: niet gestart                                                          |
| Mubarak Shah                                     | 5000m (m)                | 45e       | serie 4: 12de in 15.43,0                                                       |
| Abdul Malik                                      | 110m horden (m)          | 31e       | serie 5: 6de in 15,52                                                          |
| Ghulam Raziq                                     | 110m horden (m)          | 7e        | serie 4: 3de in 14,68 kwartfinale 2: 3de in 14,51 halve finale 2: 4de in 14,49 |
| Mohammad Yaqoob                                  | 400m horden (m)          | 23e       | serie 3: 5de in 52,91                                                          |
| Mubarak Shah                                     | 3000m steeplechase (m)   | 29e       | serie 2: 9de in 9.20,0                                                         |
| Abdul Malik Ramzan Ali Ghulam Raziq Abdul Khaliq | 4x100m (m)               | 11e       | serie 3: 3de in 42,67 halve finale 2: 6de in 42,99                             |
| Ramzan Ali                                       | verspringen (m)          | DNF       | kwalificatie groep B: geen geldige poging                                      |
| Iftikhar Shah                                    | verspringen (m)          | DNS       | kwalificatie groep A: niet gestart                                             |
| Mohammad Khan                                    | hink-stap-springen (m)   | 34e       | kwalificatie groep C: 11de met 14,43m                                          |
| Allah Ditta                                      | polsstokhoogspringen (m) | 26e       | kwalificatie: 26ste met 4,00m                                                  |
| Haider Khan                                      | kogelstoten (m)          | 24e       | kwalificatie: 24ste met 13,53m                                                 |
| Haider Khan                                      | discuswerpen (m)         | 34e       | kwalificatie groep A: 14de met 46,57m                                          |
| Mohammad Nawaz                                   | speerwerpen (m)          | 34e       | kwalificatie groep B: 11de met 70,05m                                          |
| Mohammad Iqbal                                   | kogelslingeren (m)       | 12e       | kwalificatie: 11de met 60,86m finale: 12de met 61,79m                          |

### Boksen
| Olympiër        | Discipline | Resultaat | Prestatie                                                                       |
| --------------- | ---------- | --------- | ------------------------------------------------------------------------------- |
| Mohammad Nasir  | -54kg (m)  | 9e        | 1ste ronde: vrij 2de ronde: W van IRI Khoi: 4-1 3de ronde: V van BIR Myint: 0-5 |
| Ghulam Sarwar   | -60kg (m)  | 17e       | 1ste ronde: vrij 2de ronde: V van MEX Hernández: 1-4                            |
| Sultan Mahmood  | -75kg (m)  | 17e       | 1ste ronde: V van POL Walasek: 0-5                                              |
| Mohammad Safdar | -81kg (m)  | 9e        | 1ste ronde: vrij 2de ronde: V van ITA Saraudi: 0-5                              |

### Gewichtheffen
| Olympiër           | Discipline  | Resultaat | Prestatie                                                                        |
| ------------------ | ----------- | --------- | -------------------------------------------------------------------------------- |
| Mohammad Azam Mian | -56kg (m)   | DNF       | duwen: geen geldige poging trekken: 18de met 82,5kg stoten: geen geldige poging  |
| Abdul Ghani Butt   | -67,5kg (m) | DNF       | duwen: geen geldige poging trekken: 25ste met 92,5kg stoten: geen geldige poging |

### Hockey
| Olympiër | Discipline | Resultaat | Prestatie |
| --- | ---------- | --------- | --- |
| Noor Alam Ahmed Naseer Bunda Abdul Hamid (I) Manzoor Hussain Atif Anwar Ahmed Khan Habib Ali Kiddie Motiullah Ghulam Rasul Bashir Ahmed Mushtaq Ahmad Khurshid Aslam Lala Abdul Rashid Abdul Waheed Khan | mannen     | Goud      | groep B: 1ste W van Australië: 3-0 W van Polen: 8-0 W van Japan: 10-0 kwartfinale: W van Bondsrepubliek Duitsland: 2-1 halve finale: W van Spanje: 1-0 finale: W van India: 1-0 |

| Groep B |           |             |             |             |             |            |            |            |        |
| #       | Land      | Wedstrijden | Wedstrijden | Wedstrijden | Wedstrijden | Doelpunten | Doelpunten | Doelpunten | Punten |
| #       | Land      | G           | W           | G           | V           | V          | T          | Saldo      | Punten |
| 1       | Pakistan  | 3           | 3           | 0           | 0           | 21         | 0          | +21        | 6      |
| 2       | Australië | 3           | 1           | 1           | 1           | 9          | 5          | +4         | 3      |
| 3       | Polen     | 3           | 1           | 1           | 1           | 3          | 10         | -7         | 3      |
| 4       | Japan     | 3           | 0           | 0           | 3           | 2          | 20         | -18        | 0'     |

| Ronde        | Datum | Plaats   | Land | Score                    | Land |
| ------------ | ----- | -------- | ---- | ------------------------ | ---- |
| Groepsfase   |       |          |      |                          |      |
| 26 augustus  | Rome  | Pakistan | 3-0  | Australië                |      |
| 29 augustus  | Rome  | Pakistan | 8-2  | Japan                    |      |
| 1 september  | Rome  | Pakistan | 10-0 | Polen                    |      |
| Kwartfinale  |       |          |      |                          |      |
| 5 september  | Rome  | Pakistan | 2-1  | Bondsrepubliek Duitsland |      |
| Halve finale |       |          |      |                          |      |
| 7 september  | Rome  | Pakistan | 1-0  | Spanje                   |      |
| Finale       |       |          |      |                          |      |
| 9 september  | Rome  | Pakistan | 1-0  | India                    |      |

### Schietsport
| Olympiër             | Discipline                  | Resultaat | Prestatie                                                |
| -------------------- | --------------------------- | --------- | -------------------------------------------------------- |
| Saifi Chaudhry       | 50m geweer 3 houdingen (m)  | 66e       | kwalificatie groep 2: 34ste met 506 punten (185-160-161) |
| Saifi Chaudhry       | 50m geweer liggend (m)      | 75e       | kwalificatie groep 1: 39ste met 373 punten (95-89-96-93) |
| Aziz Wains           | 300m geweer 3 houdingen (m) | DNS       | kwalificatie groep 2: niet gestart                       |
| Zafar Ahmed Muhammad | 50m pistool (m)             | 63e       | kwalificatie groep 1: 31ste met 289 punten (59-77-74-79) |
| Muhammad Iqbal       | 25m snelvuurpistool (m)     | 55e       | 501 punten: (253-248)                                    |

### Wielersport
| Olympiër                          | Discipline  | Resultaat | Prestatie                                               |
| Baan                              | Baan        | Baan      | Baan                                                    |
| --------------------------------- | ----------- | --------- | ------------------------------------------------------- |
| Muhammad Ashiq                    | sprint (m)  | 22e       | 1ste ronde serie 7: 3de herkansingen: V van MEX Muciño  |
| Abdul Raziq Baloch                | sprint (m)  | 22e       | 1ste ronde serie 8: 3de herkansingen: V van USA Francis |
| Mohammad Ashiq                    | tijdrit (m) | 25e       | 1.20,17                                                 |
| Mohammad Ashiq Abdul Raziq Baloch | tandem (m)  | 12e       | 1ste ronde serie 2: V van FRA Surrugue/Scob             |

### Worstelen
| Olympiër        | Discipline  | Resultaat   | Prestatie |
| Vrije stijl     | Vrije stijl | Vrije stijl | Vrije stijl |
| --------------- | ----------- | ----------- | --- |
| Nawab Din       | -52kg (m)   | 9e          | 1ste ronde: W van IRL O'Connor: val 2de ronde: W van BUL Dimitrov: beslissing 3de ronde: V van JPN Matsubara: val 4de ronde: V van TUR Bilek: val |
| Siraj Din       | -57kg (m)   | 9e          | 1ste ronde: W van GBR Pilling: val 2de ronde: V van FIN Jaskari: beslissing 3de ronde: V van URS Shakhov: beslissing |
| Mohammad Akhtar | -62kg (m)   | 6e          | 1ste ronde: W van AFG Kederi: val 2de ronde: V van JPN Sato: beslissing 3de ronde: W van POL Żurawski: beslissing 4de ronde: W van URS Rubashvili: beslissing 5de ronde: V van TUR Dağıstanlı: val                                                                             |
| Mohammad Din    | -67kg (m)   | 12e         | 1ste ronde: V van IRI Tajiki: val 2de ronde: W van AUS Stamulus: beslissing 3de ronde: W van FRA Bielle: beslissing |
| Mohammad Bashir | -73kg (m)   | Brons       | 1ste ronde: W van GBR Amey: val 2de ronde: W van ARG Rolón: beslissing 3de ronde: V van IRI Habibi: beslissing 4de ronde: W van SUI Bruggmann: val 5de ronde: W van ITA De Vescovi: beslissing 6de ronde: V van TUR Ogan: beslissing 7de ronde: V van USA Blubaugh: beslissing |
| Faiz Muhammad   | -79kg (m)   | 11e         | 1ste ronde: vrij 2de ronde: V van JPN Nagai: beslissing 3de ronde: W van AFG Khokan: beslissing |
| Mohammad Nazir  | +87kg (m)   | 12e         | 1ste ronde: V van BUL Akhmedov: val 2de ronde: W van AFG Subhani: beslissing 3de ronde: V van TUR Kaplan: val |

Afghanistan · Argentinië · Australië · Bahama's · België · Bermuda · Birma · Brazilië · Brits-Guiana · Bulgarije · Canada · Ceylon · Chili · Colombia · Cuba · Denemarken · Duits eenheidsteam · Ethiopië · Fiji · Filipijnen · Finland · Frankrijk · Ghana · Griekenland · Groot-Brittannië · Haïti · Hongarije · Hongkong · Ierland · IJsland · India · Indonesië · Irak · Iran · Israël · Italië · Japan · Joegoslavië · Kenia · Libanon · Liberia · Liechtenstein · Luxemburg · Malakka · Malta · Marokko · Mexico · Monaco · Nederland · Nederlandse Antillen · Nieuw-Zeeland · Nigeria · Noorwegen · Oeganda · Oostenrijk · Pakistan · Panama · Peru · Polen · Portugal · Puerto Rico · Roemenië · San Marino · Singapore · Soedan · Sovjet-Unie · Spanje · Suriname · Taiwan · Thailand · Tsjecho-Slowakije · Tunesië · Turkije · Uruguay · Venezuela · Verenigde Arabische Republiek · Verenigde Staten · Vietnam · West-Indische Federatie · Zuid-Afrika · Zuid-Korea · Zuid-Rhodesië · Zweden · Zwitserland